# هيلمان كورتيس
هيلمان كورتيس (بالإنجليزية: Hillman Curtis) (و. 1961 – 2012 م) هو مخرج أفلام، ومؤلف، ومصمم جرافيك، وكاتب غير روائي أمريكي، ولد في سان دييغو، توفي في بروكلين، عن عمر يناهز 51 عاماً، بسبب سرطان القولون.

## التعليم
تعلم في جامعة سان فرانسيسكو الحكومية.

## وصلات خارجية
- هيلمان كورتيس على موقع IMDb (الإنجليزية)
- هيلمان كورتيس على موقع ألو سيني (الفرنسية)
- هيلمان كورتيس على موقع أول موفي (الإنجليزية)
- هيلمان كورتيس على موقع كينوبويسك (الروسية)